# Kristin Minter
Pour les articles homonymes, voir Minter.
Kristin Minter est une actrice américaine, née le 22 novembre 1965 à Miami, Floride.

## Biographie
Elle est vue dans le rôle de Heather McCallister dans Maman, j'ai raté l'avion !

## Filmographie

### Cinéma
- 1990 : Maman, j'ai raté l'avion ! (Home Alone) de Chris Columbus : Heather McCallister
- 1991 : Cool as Ice : Kathy Winslow
- 1992 : Un faire-part à part (Passed Away) : Cousin Karen
- 1994 : Flashfire : Lisa Cates
- 1994 : There Goes My Baby : Tracy
- 1995 : Lover's Knot : Cheryl
- 1996 : Pulsions primaires : Marie Beloc
- 1997 : The Temple of Phenomenal Things : Monica
- 1997 : Soulmates : Fiancée de Dean
- 1998 : The Effects of Magic : Zebrah
- 1999 : Tyrone : Stella
- 1999 : American Virgin : Susie
- 2000 : Les Traces de l'ange (Michael Angel) de William Gove : Charlotte
- 2000 : Tick Tock : Carla
- 2000 : Diamond Men : Cherry
- 2001 : The Bread, My Sweet (en) de Melissa Martin : Lucca
- 2001 : Myopia : Claire
- 2002 : The Gray in Between : Suzie
- 2002 : Waiting for Anna : Anna
- 2002 : March 1st : Stéphanie
- 2003 : Straighten Up America : Helen
- 2005 : Pissed : Agente de libération conditionnelle Reina
- 2010 : What If... : Cynthia
- 2011 : Let Go de Brian Jett

### Télévision
- 1990 : The Outsiders (série télévisée) : Sheila
- 1994 : Album de famille (Family Album) (TV) : Valerie Thayer
- 1995 : Papa, l'ange et moi (Dad, the Angel & Me) (TV) : Rita
- 1995 : Highlander (S04EP01 - Retour aux sources) as Rachel Mac Leod
- 1995-2003 : Urgences (série télévisée) : Miranda Fronczak
- 2000 : Good Versus Evil (G vs E) (série télévisée) : Annalise
- 2010 : Mentalist (série télévisée) : Sugar